# Давньогрецькі лади
Давньогрецькі лади — це система музичних ладів, що використовувалась в Стародавній Греції. Розвиток цієї системи охоплює понад 500 років, починаючи від системи тетрахордів і закінчуючи т. зв. «повною системою», що включала 15 звуків.
Труднощі у вивченні давньогрецької ладової системи пов'язані з двома обставинами. З одного боку, збереглося дуже мало взірців записаної музики. З другого боку, музикознавчі праці давніх філософів дійшли до нас переважно у фрагментарному вигляді і містять доволі різнорідні відомості, низка важливих музикознавчих праць не збереглася взагалі.

## Піфагорійський звукоряд
Вважається, що філософ Піфагор першим запропонував акустичне обґрунтування основних музичних інтервалів. Піфагор описав октаву, квінту і кварту як математичні співвідношення 2:1, 3:2 та 4:3 відповідно, а також визначив тон, як різницю між квартою і квінтою. Засновуючись на вченні Піфагора, його послідовник Філолай розділив октаву на 7 ступенів з наступним інтервальним співвідношенням: 9:8, 9:8, 256:243 [нижній тетрахорд], 9:8, 9:8, 9:8, 256:243 [верхній тетрахорд], тобто тон—тон—півтон—тон—тон—тон—півтон (згідно з сучасною термінологією такий поділ відповідає натуральному мажору).

## Тетрахорди
Інший послідовник Піфагора, Архіт Тарентський, вважається розробником класифікації тетрахордів. Він виділив три різновиди тетрахордів в залежності від їх інтервальної будови — діатонічний, хроматичний і енармонічний.
- Діатонічний починався з інтервалу близького великій секунді (на думку Дж. Чалмера, в межах 200–249 центів[2]), і сучасною нотацією міг би приблизно бути записаний як низхідна послідовність у фригійському ладу:

Діатонічний тетрахорд

- Хроматичний починався з інтервалу малої терції, після чого йшли два півтони (на думку Дж. Чалмера інтервал міг складати 249–398 центів[2]). Сучасною нотацією такий тетрахорд можна записати так:

Хроматичний тетрахорд

- Енармонічний починався з інтервалу близького великій терції (на думку Дж. Чалмера не менше 398 центів[2]), після чого йшли інтервали близькі чверті тону. Такий тетрахорд у сучасній нотації матиме такий вигляд:

Енармонічний тетрахорд

## Октавні лади
Основоположним давньогрецьким вченням про лади вважається труд Аристоксена «елементи гармонії» (IV століття до н. е.). Засновуючись на вченні Архіта про тетрахорди, Аристоксен об'єднував однотипні тетрахорди в октавні лади (εἶδος).
Тетрахорди могли бути об'єднані роздільно — з інтервалом між ними в один тон, або злито — тетрахорди мали один спільний тон, а восьмий тон додавався знизу окремо.
Роздільним об'єднанням утворювались такі три лади:
- лідійський (С-D-E-F—G-A-H-С),
- фригійський (D-E-F-G—A-H-С-D)
- дорійський (E-F-G-A—H-С-D-E),

Злитим об'єднанням утворювались так звані гіполади:
- гіполідійський F—G-A-H-С-D-E-F
- гіпофригійський G—A-H-С-D-E-F-G
- гіподорійський A—H-С-D-E-F-G-A

Не міг бути представлений в подібний спосіб лише міксолідійський лад — H-С-D-E-F-G-A-H.
У списку Клеоніда 7 рядів Аристоксена представлені в такій послідовності:
1) міксолідійський — 2) лідійський — 3) фригійський лад — 4) дорійський лад — 5) гіполідійський — 6) гіпофригійський — 7) гіподорійський.
Пізніше за рахунок системи транспозицій кількість ладів була збільшена. Назви ладів утворювались від назв грецьких племен (дорійці, іонійці) або історичних регіонів (Лідія, Фригія), а також використанням префіксів гіпо- (вказував на розташування нижче) та гіпер- (розташування вище).

## Повна система
Об'єднання декількох тетрахордів утворювало так звану «Повну систему» (грец. σύστημα τέλειον), що включала усі давньогрецькі лади. В залежності від кількості з'єднаних тетрахордів розрізняли «велику» (4 тетрахорди, що охоплювали дві октави) та «малу» (3 тетрахорди, охоплювали дуодециму).

Велика повна система

## Естетичне значення
Давні греки розглядали лади не тільки з точки зору їх звуковисотної структури, але й з точки зору естетичного впливу. Так, Аристотель, характеризуючи властивості ладів, писав:

| музичні лади істотно відрізняються один від іншого, так що при слуханні їх у нас з'являється різний настрій, і ми неоднаково ставимося до кожного з них; так, слухаючи один лад, наприклад так званий міксолідійский, ми випробовуємо більше скорботний і похмурий настрій; слухаючи інші, менш строгі лади, ми м'якшаємо; інші лади викликають у нас переважно середній, урівноважений настрій; останньою властивістю володіє, очевидно, тільки один з ладів, а саме дорійський; фригійський лад діє на нас збуджуючим чином.[5] |
Протиставлення дорійського ладу як мужнього, і придатного для виховання, фригійському, як екстатичному і збуджуючому, зустрічається й у інших давньогрецьких філософів за винятком Платона, який характеризував цей лад миролюбним і спокійним. Примітно, що саме ці два лади «обмінялися» своїми назвами у середні віки, і ця плутанина зберігається такою до сьогодення. Таким чином слід мати на увазі, що греки вважали мужнім лад, що за сучасною термінологією прийнято називати фригійським, тоді як екстатичним характером відрізнявся лад, що за сучасною термінологією прийнято називати дорійським. 

## Перейменування ладів
Давньогрецькі лади лягли в основу середньовічних, що використовувалися в григоріанському хоралі, проте назви давньогрецьких ладів не збігаються з середньовічними і, відповідно, з прийнятими у сучасній теорії музики. Розбіжність назв ладів пояснюється тим, що в IX столітті вони були перейменовані на сторінках анонімного теоретичного трактату «Alia musica» і в пізніших музикознавчих роботах закріпилися саме ці, перейменовані назви.
Порівняння назв семи давньогрецьких ладів за Аристоксеном (бл. 350 до н.е.) з сімома діатонічними ладами за Ґлареаном (1547), що зберігають свою чинність і в сучасній термінології, можна представити наступною таблицею:
| Назва за Аристоксеном | Назва за Ґлареаном (Сучасна назва) | характерна риса                |
| --------------------- | ---------------------------------- | ------------------------------ |
| лідійський            | іонійський                         | ідентичний натуральному мажору |
| фригійський           | дорійський                         | з високим VI ступенем          |
| дорійський            | фригійський                        | з низьким ІІ ступенем          |
| гіполідійський        | лідійський                         | високий IV ступінь             |
| гіпофригійський       | міксолідійський                    | низький VII ступінь            |
| гіподорійський        | еолійський                         | ідентичний натуральному мінору |
| гіпердорійський       | гіперфригійський локрійський       | в основі — зменшений тризвук   |